# Paul Pogba
Paul Labile Pogba (Lagny-sur-Marne, 15 de março de 1993) é um futebolista francês que atua como volante. Joga pelo Monaco.
Nascido em Lagny-sur-Marne, Pogba ingressou nas categorias de base do Le Havre, da Ligue 2, em 2007. Dois anos depois, passou a defender as categorias de base do Manchester United. Depois de iniciar sua carreira profissional em Manchester, suas atuações de destaque o levaram a ser contratado pela Juventus em 2012, onde ajudou o clube a conquistar quatro títulos consecutivos da Serie A, dois títulos da Copa da Itália e dois títulos da Supercopa da Itália. Durante sua passagem pelo futebol italiano, Pogba se consolidou ainda mais como um dos jovens jogadores mais promissores do mundo, recebendo o prêmio Golden Boy em 2013 e o Troféu Bravo em 2014. Também foi nomeado para a Equipe do Ano da UEFA e para o XI Mundial da FIFA FIFPro de 2015, depois de ajudar a Juve a chegar à final da Liga dos Campeões da UEFA, sua primeira final em doze anos. As atuações de Pogba na Juventus o levaram a retornar ao Manchester United em 2016, por um valor de transferência recorde mundial de 105 milhões de euros (R$ 370,6 milhões na época). A taxa foi a mais alta para um clube inglês até 2021. Na primeira temporada de volta, conquistou a Copa da Liga Inglesa e a Liga Europa da UEFA. Já na temporada 2018–19, foi nomeado para a Equipe do Ano da PFA. Em 2022, o francês acertou seu retorno à Juventus e assinou um contrato de quatro anos. Ficou suspenso do futebol até março de 2025 por ter sido pego no exame antidoping — testou positivo para testosterona após um jogo contra a Udinese pela primeira rodada da Serie A de 2023–24. Com a suspensão, o clube italiano rescindiu seu contrato em 2024.
Pela Seleção Francesa, Pogba foi o capitão dos Bleus na conquista da Copa do Mundo Sub-20 de 2013, sendo eleito o melhor jogador do torneio. O volante estreou pela Seleção principal um ano depois e disputou a Copa do Mundo de 2014 realizada no Brasil, onde foi eleito o Melhor Jogador Jovem. Também representou a França na Eurocopa de 2016, realizada em casa, onde terminou como vice-campeão. Sua redenção aconteceu dois anos depois, na Copa do Mundo de 2018, onde foi um dos melhores jogadores do torneio realizado na Rússia, ao lado de Antoine Griezmann e Kylian Mbappé, e conduziu os franceses ao bicampeonato. Em 2021, foi campeão da Liga das Nações da UEFA.
Em Junho de 2025 após ser liberado da punição por doping, o jogador acertou com o Mônaco por duas temporadas, com contrato até 2027.

## Carreira

### Início
Pogba começou a jogar futebol com seis anos jogando pelo US Roissy-en-Brie, time que ficava ao sul de sua cidade. Ele ficou sete temporadas no time até ele se transferir para o US Torcy, onde ele foi capitão da equipe Sub-13.
Depois de uma temporada com o Torcy, Pogba transferiu-se para a equipe profissional do Le Havre. Em sua segunda temporada no clube, Pogba foi o capitão do time sub-16 na fase final do campeonato nacional, o Championnat National des 16 ans. O Le Havre terminou em segundo lugar, atrás do Lens, na última fase de grupos, à frente de Lyon e Nancy. Pogba também se consolidou como jovem da seleção do seu país.

### Manchester United
No dia 31 de julho de 2009, Pogba anunciou que estava de saída para o Manchester United. Sua venda para o clube inglês foi concluída no dia 7 de outubro daquele ano.
Nas temporadas 2009–10 e 2010–11, o jogador foi utilizado nas equipes Sub-18 e na equipe B dos Diabos Vermelhos, pouco antes da temporada 2011–12. Realizou sua estreia pelo time principal entrando no segundo tempo em uma partida contra o Leeds United, válida pela Copa da Liga Inglesa.

### Juventus

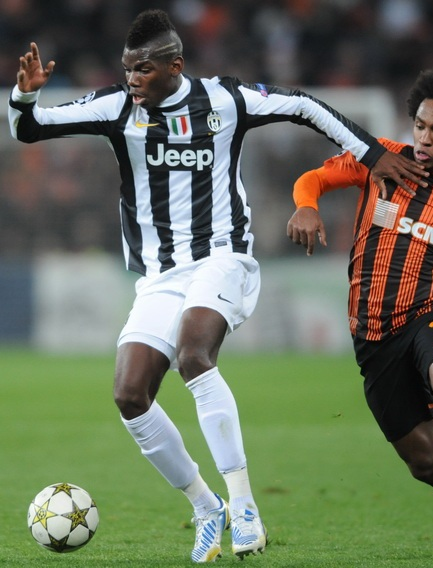
Pogba atuando pela Juventus em 2012

No dia 3 de julho de 2012, o treinador do Manchester United, Alex Ferguson, confirmou que Pogba havia saído do clube pois não renovou seu contrato com os Diabos Vermelhos.
A primeira partida oficial do jogador pela Juventus foi no dia 22 de setembro de 2012, contra o Chievo, pelo Serie A, na qual ele jogou os 90 minutos. No dia 5 de maio de 2013, Pogba sagrou-se campeão do Campeonato Italiano e conquistou seu primeiro título com a Juventus. Em dezembro, o francês foi eleito o Golden Boy (Menino de Ouro) de 2013, prêmio que é entregue ao melhor jogador jovem da Europa.
Em outubro de 2014, foi anunciado que Pogba estava na lista da FIFA de 23 jogadores indicados para ganhar a Bola de Ouro daquele ano. Aos 21 anos, o meio-campista era o jogador mais jovem da lista. Durante quatro temporadas, entre os anos de 2012 e 2016, participou de 178 jogos e marcou 34 gols. Nesse período, Pogba conquistou o Campeonato Italiano quatro vezes.

### Retorno ao Manchester United
No dia 7 de agosto de 2016, o Manchester United anunciou o retorno de Pogba, quando ainda faltavam apenas exames médicos para assinar o contrato. No dia 8 de agosto, o jogador foi anunciado oficialmente pelo clube inglês, que firmou um contrato de duração de 5 anos. Fez sua reestreia pelo United no dia 19 de agosto, em jogo contra o Southampton, pela segunda rodada da Premier League de 2016–17, atuando nos 90 minutos na vitória por 2–0. Marcou seu primeiro gol com a camisa do United na goleada sobre o Leicester por 4–1, no Old Trafford.

### Retorno à Juventus
Teve o seu retorno anunciado pela Juventus no dia 11 de julho de 2022, assinando contrato por quatro anos, até junho de 2026. Pogba recebeu a camisa 10, e a sua chegada foi sem custos aos cofres da Velha Senhora. Em 23 de julho de 2022, Pogba reestreou em jogo amistoso contra o Chivas Guadalajara, do México, disputada em Las Vegas, nos Estados Unidos, os italianos venceram por 2–0 os latino-americanos. No dia 25 de julho, a Juventus informou que Paul Pogba sofreu uma lesão no joelho direito. Que ele reclamou de dores ao fim do duelo contra o Chivas e após exames radiológicos, teve constatada contusão no menisco lateral. Ele submeteu-se a cirurgia e sua presença na Copa do Mundo do Catar não foi possível, pois o tempo de recuperação de uma cirurgia no menisco é de no mínimo 45 a 60 dias. Ao retornar aos treinos com a Juventus, no começo de novembro, sofreu uma nova lesão naquele joelho, desta vez muscular.
Após ficar quase um ano parado devido uma série de lesões, que o tiraram da primeira metade da temporada e da Copa do Mundo, Paul Pogba voltou a defender as cores da Velha Senhora em março de 2023. O jogador retornou na vitória da Juventus sobre o Torino por 4–2, no clássico da cidade de Turim, entrando em campo aos 24 minutos do segundo tempo, na vaga de Barrenechea. Em 14 de maio, Pogba fez sua primeira partida como titular nesta temporada contra a Cremonese, contudo caiu sozinho com as mãos no joelho aos 21 minutos da  primeira etapa e precisou de auxílio médico. Ele francês foi substituído por Arkadiusz Milik e deixou o campo chorando. Segundo o boletim médico da Juventus, a previsão de retorno seria de 15 a 20 dias. Em fevereiro de 2024, Pogba foi suspenso do futebol até março de 2025 por ter sido pego no exame antidoping — testou positivo para testosterona após um jogo contra a Udinese pela primeira rodada da Serie A de 2023–24. O clube italiano então rescindiu o contrato com o atleta em novembro de 2024.

### Monaco
Em 28 de junho de 2025, o Monaco anunciou a contratação de Paul Pogba, por duas temporadas. O jogador francês estava livre no mercado, após cumprir 18 meses de suspensão por doping.

### Seleção nacional

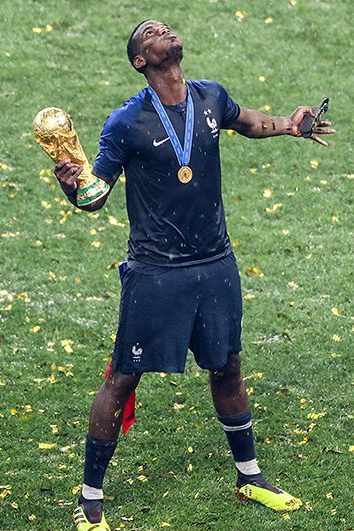
Pogba comemorando a Copa do Mundo de 2018

Pela Seleção Francesa principal, Pogba estreou no dia 22 de março de 2013, contra a Geórgia, em partida válida pelas Eliminatórias da Copa do Mundo. Convocado por Didier Deschamps para a Copa do Mundo de 2014, o volante marcou um gol contra a Nigéria nas oitavas de final, e foi eleito Melhor Jogador Jovem do torneio. Foi convocado também para a Copa do Mundo de 2018, realizada na Rússia, onde foi titular e peça-chave na conquista do bi-mundial dos Bleus.

## Vida pessoal
Nascido em Lagny-sur-Marne, de pais guineenses, Paul Labile Pogba tem dois irmãos mais velhos que também são jogadores de futebol: Florentin e Mathias Pogba.

## Títulos
Juventus
- Serie A: 2012–13, 2013–14, 2014–15 e 2015–16
- Supercopa da Itália: 2013 e 2015
- Copa da Itália: 2014–15 e 2015–16

Manchester United
- Copa da Liga Inglesa: 2016–17
- Liga Europa da UEFA: 2016–17

Seleção Francesa Sub-20
- Copa do Mundo FIFA Sub-20: 2013

Seleção Francesa
- Copa do Mundo FIFA: 2018
- Liga das Nações da UEFA: 2020–21

### Prêmios individuais
- Equipe do torneio do Campeonato Europeu Sub-17 de 2010
- Equipe do torneio do Campeonato Europeu Sub-19 de 2012[30]
- Bola de Ouro da Copa do Mundo FIFA Sub-20: 2013
- Golden Boy: 2013
- Seleção do Campeonato Italiano: 2013–14
- Troféu Bravo: 2014
- Melhor Jogador Jovem da Copa do Mundo FIFA: 2014
- Time do Ano da UEFA: 2015
- FIFPro World XI: 2015
- 17º melhor jogador do ano de 2016 (The Guardian)[31]
- 14º melhor jogador do ano de 2016 (Marca)[32]
- Equipe do torneio da Liga Europa da UEFA de 2016–17[33]
- Melhor jogador da Liga Europa da UEFA de 2016–17[34]